# Pentti Lammio
Pentti Johannes Lammio, född 24 oktober 1919 i Tammerfors, död 25 juli 1999 i Kulju, Lembois, var en finländsk skridskoåkare.
Lammio blev olympisk bronsmedaljör på 10 000 meter vid vinterspelen 1948 i Sankt Moritz.